# Venlafaxina
La venlafaxina, conosciuta con i nomi commerciali Efexor, Faxine, Zarelis, è un farmaco antidepressivo appartenente alla classe degli SNRI (inibitori della ricaptazione della serotonina e della noradrenalina) utilizzato come trattamento di diversi disturbi psichiatrici (depressione maggiore, ansia generalizzata, attacchi di panico, fobia sociale) ma anche condizioni non prettamente psichiatriche come neuropatia diabetica, prevenzione dell'emicrania, vampate di calore in donne in menopausa o uomini nell'ambito della terapia del tumore prostatico.
Introdotta sul mercato nel 1993 come trattamento antidepressivo e dei disturbi d'ansia, attualmente non è raccomandata come farmaco di prima linea per via della minore tollerabilità rispetto ad altri antidepressivi, dei maggiori effetti collaterali da sospensione nonché dell'aumentato rischio di suicidio.

## Usi clinici
La venlafaxina è uno degli antidepressivi maggiormente utilizzati, soprattutto laddove gli SSRI dimostrano di non essere efficaci. Tuttavia, a causa di una minore tollerabilità rispetto ad altri antidepressivi e i rischi associati ad alcuni potenzialmente gravi effetti collaterali, non viene considerata come una opzione di prima linea.
Approvato inizialmente solo nel trattamento della depressione maggiore, a oggi ha mostrato in diversi studi efficacia anche nel trattamento dei disturbi ansiosi (sia dell'ansia generalizzata sia del disturbo d'ansia sociale), nonché nel trattamento del disturbo da attacchi di panico associati o meno ad agorafobia. Numerosi sono ormai i clinici che ricorrono alle prescrizioni off-label di questo farmaco per il trattamento dei dolori cronici e delle neuropatie, come emicrania e neuropatia diabetica.
Grazie alla sua azione sia sul sistema serotoninergico sia su quello adrenergico, la venlafaxina è utilizzata anche come trattamento per ridurre gli episodi di cataplessia, una forma di debolezza muscolare, nei pazienti affetti da narcolessia. Diversi studi ne hanno suggerito l'efficacia nel trattamento del disturbo da deficit di attenzione e iperattività (ADHD), del disturbo post-traumatico da stress e del disturbo ossessivo-compulsivo.

### Trattamento della depressione
Una review degli studi pubblicata nel 2012, evidenza come la venlafaxina sarebbe più efficace di altri antidepressivi di comune utilizzo come paroxetina e fluoxetina nel trattamento della depressione maggiore, tuttavia meno efficace di bupropione e con un'efficacia dose-dipendente. Comuni sono anche le associazioni della venlafaxina con altri antidepressivi per potenziarne l'efficacia terapeutica nei pazienti resistenti al trattamento con altri farmaci: ad esempio degli studi hanno evidenziato la notevole efficacia della combinazione di venlafaxina con la mirtazapina (colloquialmente conosciuta negli Stati Uniti col nome di California rocket-fuel) così come stanno emergendo prove dell'efficacia della combinazione della venlafaxina con l'antipsicotico multimodale aripiprazolo.
Attualmente non è noto se il trattamento con venlafaxina della depressione negli adolescenti comporti miglioramenti clinicamente significativi. Inoltre, nei bambini e negli adolescenti con depressione, la venlafaxina aumenta il rischio di pensieri o tentativi di suicidio.

## Effetti collaterali
Nella maggioranza dei casi gli effetti collaterali sono di lieve entità e rientrano nell'ambito della cefalea, dei disturbi gastrointestinali (nausea, disturbi dell'appetito), insonnia, ansia e irritabilità, disfunzioni sessuali e ottundimento emotivo. Sono in genere autolimitanti, cioè tendono a presentarsi nei primi giorni di assunzione per poi sparire nel corso delle prime settimane di trattamento. Gli effetti collaterali sulla sfera sessuale ed emotiva tendono invece a comparire nel corso delle prime settimane di trattamento e a persistere nel corso dell'assunzione.
Altri effetti collaterali comuni sono:
- disturbi gastrointestinali (nausea, stipsi, diminuzione dell'appetito)
- cefalea
- vertigini
- secchezza delle fauci
- apatia
- deficit di concentrazione, memoria e senso confusione
- ansia e irritabilità (acatisia)
- disturbi del sonno (sogni vividi, insonnia, sedazione o sonnolenza). Questi effetti richiedono particolare cautela nel trattamento di soggetti che svolgono attività che richiedono attenzione costante.

Meno comuni, ovvero con frequenza al di sotto di 1 caso ogni 100 pazienti trattati, sono altri effetti quali: aritmie cardiache, polmonite interstiziale, aumento del colesterolo, attacchi di panico, confusione, tremori, reazioni allergiche, pancreatite, psicosi, pensieri o azioni di tipo suicida o omicida, allucinazioni.
Venlafaxina per gli effetti sul sistema noradrenergico può indurre aumento dei valori pressori soprattutto quando utilizzata a dosi superiori a 200 mg/die. È stata anche associata ad aumento della frequenza dei battiti cardiaci e ad aritmie cardiache. Inoltre rientra nei farmaci che potenzialmente possono indurre prolungamento dell'intervallo QTc. Durante il trattamento è perciò importante monitorare periodicamente la pressione sanguigna e l'elettrocardiogramma.
Venlafaxina è stata associata, raramente, a tossicità epatica ed epatite. È quindi importante monitorare segni e sintomi di possibile disfunzione epatica (ad esempio urine scure, ittero, perdita di appetito e alterazione del colore delle feci).
Durante il trattamento con venlafaxina si possono presentare convulsioni, pertanto il farmaco non è raccomandato in caso di epilessia non controllata. Nei soggetti con storia clinica di epilessia sotto controllo farmacologico, venlafaxina deve essere somministrata con grande cautela e sospesa alla comparsa di convulsioni. Nei trial clinici l'incidenza di convulsioni nei pazienti in terapia con venlafaxina è stata dello 0,26%.
Venlafaxina così come altri farmaci antidepressivi attivi sul sistema serotoninergico sono stati associati a sindrome da inappropriata secrezione di ormone antidiuretico (ADH). I pazienti a rischio sono soprattutto gli anziani. Ulteriori fattori di rischio sono rappresentati dal trattamento antidiuretico e dalla disidratazione. È perciò opportuno monitorare natremia e uremia all'inizio del trattamento e dopo due settimane eseguendo ulteriori controlli qualora i pazienti manifestino sintomi come debolezza, letargia, cefalea, anoressia, confusione, stipsi e aumento di peso.
La diaforesi (sudorazione eccessiva) è un evento avverso comune con i farmaci antidepressivi. Questo effetto indesiderato costringe spesso a ridurre il dosaggio dell'antidepressivo oppure a interrompere la terapia. Nel caso questo non sia possibile è possibile ricorrere alla somministrazione di uno dei seguenti farmaci: benztropina (anticolinergico), ciproeptadina (antagonista di acetilcolina, serotonina, istamina), labetalolo (beta antagonista) oppure clonidina (contro diaforesi di origine ipotalamica).
In alcuni soggetti è possibile la comparsa di rash cutaneo: negli studi clinici l'incidenza di questo effetto avverso ha interessato fino al 3% dei pazienti in terapia con venlafaxina. La venlafaxina è stata associata a comparsa di blefarospasmo tardivo, occorre pertanto monitorare movimenti cronici e involontari delle palpebre e dei muscoli orbicolari.

### Disturbi della coagulazione
Venlafaxina e altri antidepressivi che inibiscono la ricaptazione della serotonina sono associati a un aumento del rischio di sanguinamento del tratto gastrointestinale superiore, uterino e associato a intervento chirurgico ortopedico. Questo rischio è tanto maggiore quanto più elevata è la capacità di inibizione del farmaco sul reuptake della serotonina. Per quanto riguarda il rischio di sanguinamento del tratto gastrointestinale, il rischio assoluto di ricovero ospedaliero è risultato pari a 1 per 135 pazienti/anno di trattamento per venlafaxina e altri farmaci con capacità di inibizione intermedia sul reuptake della serotonina. Ulteriori fattori di rischio aggiuntivi sono un'età maggiore di 80 anni e una pregressa emorragia gastrointestinale. Il pericolo di incorrere in un episodio emorragico nei pazienti in terapia con antidepressivi attivi sul sistema serotoninergico è favorito dalla co-somministrazione con farmaci già di per sé gastrolesivi quali i FANS e l'acido acetilsalicilico (ASA). Il rischio assoluto di ricovero ospedaliero per emorragia gastrointestinale superiore per pazienti per anno di trattamento è stato stimato pari a 1 per 300/anno per gli SSRI inclusa venlafaxina, pari a 1 per 200/anno per SSRi più ASA; pari a 1 per 80/anno per SSRI più FANS; pari a 1 per 200/anno per FANS.

### Disfunzioni sessuali
Come accade per la maggior parte degli antidepressivi serotoninergici, l'effetto collaterale più comunemente riscontrato è il calo del desiderio sessuale e l'appiattimento emotivo. Altri disturbi a carico della sessualità riguardano l'eiaculazione ritardata o l'impossibilità di raggiungere l'orgasmo, ovvero l'anorgasmia e l'impotenza vera e propria, nell'uomo. Come rilevato per gli SSRI, può accadere che alcuni effetti collaterali sessuali persistano per un tempo indefinito (anche anni) dopo la sospensione del trattamento, dando origine alla sindrome post-trattamento.

### Rischi di suicidio
L'ideazione suicidaria è una componente insita nel disturbo depressivo maggiore e in altre forme patologiche di disturbi del comportamento. Ovviamente il rischio di suicidio rimane alto fino a quando non sono evidenti segni di miglioramento connessi con la terapia farmacologica. È quindi molto importante, in particolare nelle prime settimane di terapia, monitorare segni e sintomi riconducibili all'ideazione di suicidio. Infatti nella fase iniziale del trattamento, quando ancora non è stato raggiunto un controllo ottimale della patologia, e ogni qualvolta viene modificato il dosaggio del farmaco, il rischio di suicidio appare più elevato.
In ogni caso le più recenti ricerche hanno mostrato come la venlafaxina, come anche altri antidepressivi, è associata a un aumento del rischio di suicidio nelle persone che l'assumono. Ciò ha spinto la Food and Drug Administration (FDA), l'autorità che vigila in campo farmaceutico negli USA, a imporre l'obbligo di indicare direttamente sulla confezione, in evidenza, il possibile rischio di suicidio correlato alla venlafaxina.
Secondo una ricerca finlandese, svolta su un campione di 15 000 pazienti, l'aumento del rischio di suicidio sarebbe di 1,6 volte, il più alto differenziale rispetto a tutti gli altri antidepressivi. L'incidenza di comportamenti suicidari sembrerebbe più frequente, rispetto a placebo, nell'intervallo di età compreso fra 18 e 30 anni. Nessuna differenza è stata riscontrata quando il confronto è stato fatto fra inibitori della ricaptazione della serotonina e antidepressivi triciclici. Secondo le analisi svolte dalla FDA, il rischio di suicidio sarebbe ancora più elevato, fino a cinque volte, negli individui di età inferiore a 25 anni, tanto che se ne sconsiglia fortemente l'utilizzo in bambini, adolescenti e anche giovani adulti.

#### Suicidio e ideazione di suicidio in pazienti pediatrici
Venlafaxina non è registrata per il trattamento della depressione nei pazienti pediatrici. La depressione è una patologia rara nel bambino (prevalenza 0,5%). Tuttavia aumenta nell'adolescenza (prevalenza 3%) ed è associata a un rischio suicidario importante.
Sulla base dell'analisi di undici studi clinici in pazienti pediatrici trattati con farmaci che inibiscono la ricaptazione della serotonina per il disturbo depressivo maggiore (MDD), le agenzie regolatorie inglese CSM (Committee on Safety of Medicines) e americana FDA hanno verificato che ci sono dati clinici di efficacia per fluoxetina e probabilmente per citalopram, ma non per paroxetina, sertralina e venlafaxina.
Inoltre l'uso degli inibitori della ricaptazione della serotonina, in questa classe di pazienti, è stata associata a un aumento di comportamento suicida (ideazione di suicidio, tentativo di suicidio, autolesionismo) rispetto al placebo, in particolare per paroxetina e venlafaxina. Anche citalopram, sertralina e fluoxetina sembrano essere implicati in questo senso. Per la fluvoxamina i dati di letteratura sono invece scarsi e non dirimenti.

### Interruzione del trattamento e sindrome d'astinenza
La sospensione del trattamento deve essere graduale. L'interruzione del trattamento con venlafaxina (soprattutto quando improvvisa) comporta frequentemente la comparsa di sintomi da astinenza. I sintomi sono soprattutto gastrointestinali, neurologici e psichiatrici. Le reazioni più comunemente riportate sono: agitazione, anoressia, ansia, nervosismo, stato confusionale, alterazione della coordinazione, capogiro e vertigini, secchezza delle fauci, umore disforico, fascicolazione, fatica, cefalea, ipomania, disturbi del sonno (inclusi insonnia, incubi, e sogni vividi), nausea e/o vomito, diarrea, disturbi del sensorio (incluse parestesia e sensazioni simili all'elettroshock), sonnolenza, sudorazione, tremore.
Nella maggior parte dei pazienti i sintomi di astinenza si risolvono in due settimane, ma in alcuni casi si sono prolungati per un periodo di tempo maggiore. In uno studio che ha preso in considerazione l'incidenza di eventi avversi dalla immissione in commercio degli SSRI e della venlafaxina fino al 2000, in Francia, i farmaci più segnalati per sindrome d'astinenza sono stati paroxetina (primo posto) e venlafaxina (secondo posto) (SSRI, OR: 5,05 95% CI 3,81-6,68; paroxetina OR: 8,47 95% CI 5,63-12,645; venlafaxina, OR: 12,16 95% CI 6,17-23,35). Molti autori ritengono che un fattore predisponente lo scatenamento dei sintomi d'astinenza sia la breve emivita della venlafaxina (e anche della paroxetina).
I sintomi astinenziali si possono verificare al termine della terapia, alla variazione del dosaggio, al passaggio da un tipo di antidepressivo a un altro oppure quando la dose non viene assunta. Se durante il periodo di sospensione graduale del farmaco compaiono sintomi difficilmente tollerati dal paziente, viene suggerito di aumentare nuovamente la dose, stabilizzare il paziente, e quindi tornare a ridurre il dosaggio con più gradualità rispetto al tentativo precedente.

### Gravidanza e allattamento
La depressione può arrivare a colpire fino al 20% delle donne in stato di gravidanza e da molti studiosi è stata associata a ritardo di crescita uterina e a basso peso alla nascita. La depressione materna non trattata può inoltre alterare il rapporto madre-neonato per la scarsa capacità genitoriale mostrata dalla madre. È in ogni caso necessario valutare attentamente che i benefici attesi siano superiori ai possibili rischi prima di somministrare venlafaxina in donne in gravidanza.
L'esposizione al farmaco durante la gravidanza non sembra determinare un aumento del rischio di malformazioni maggiori rispetto al rischio stimato per la popolazione generale (pari a circa 1-3%).
Esistono pochi studi ben controllati sulla venlafaxina nelle donne in gravidanza. Uno studio pubblicato nel maggio 2010 dal Canadian Medical Association Journal suggerisce che l'uso di venlafaxina raddoppia il rischio di aborto spontaneo. Di conseguenza, la venlafaxina dovrebbe essere usata durante la gravidanza solo se realmente necessaria. Un ampio studio condotto nell'ambito del National Birth Defects Prevention Study e pubblicato nel 2012 ha rilevato un'associazione significativa tra l'uso di venlafaxina durante la gravidanza e diversi difetti congeniti, tra cui anencefalia, palatoschisi, difetti cardiaci del setto e coartazione dell'aorta. Gli studi prospettici non hanno evidenziato malformazioni congenite statisticamente significative.
L'esposizione agli inibitori della ricaptazione della serotonina (SSRI) e agli inibitori della ricaptazione della serotonina-norepinefrina (SNRI) specie durante il terzo trimestre di gravidanza può provocare nel neonato la comparsa della sindrome da astinenza, alterazioni persistenti nel funzionamento cerebrale, alterazioni del comportamento sessuale e aumentato tasso di disturbi psichiatrici in adolescenza. Nel caso si sviluppino gravi complicazioni è possibile che i neonati richiedano alimentazione artificiale, supporto respiratorio oppure un prolungato periodo di ospedalizzazione.

## Controindicazioni
L'uso della venlafaxina deve tener conto di numerose controindicazioni, che ne sconsigliano l'adozione in caso di svariate patologie organiche. Fra le principali cause di controindicazioni, si possono indicare sinteticamente:
- l'ipertensione o i disturbi cardiocircolatori[30]
- i disturbi a carico della tiroide
- glaucoma ad angolo chiuso (il farmaco può indurre midriasi, quindi il suo impiego in pazienti con glaucoma ad angolo chiuso richiede cautela)
- la condizione di gravidanza o di allattamento
- la possibilità di sviluppare una sindrome serotoninergica, in particolare in chi assume altri farmaci SNRI o SSRI contemporaneamente
- Disturbo bipolare: secondo il rapporto della ISBD sull'uso degli antidepressivi nel disturbo bipolare, la venlafaxina "sembra comportare un rischio particolarmente elevato di indurre stati patologicamente elevati di umore e comportamento", mostrando una frequenza maggiore rispetto agli SSRI e al bupropione di indurre mania ed episodi misti.[31]

## Interazioni
- Farmaci anoressizzanti: l'associazione tra venlafaxina e farmaci anoressizzanti assunti per ottenere una riduzione del peso corporeo (ad esempio la fentermina) non è stata oggetto di studio, in particolare non è stata effettuata alcuna valutazione del profilo di efficacia e sicurezza. Pertanto tale associazione non è raccomandata.
- Warfarin: l'associazione tra l'anticoagulante warfarin e venlafaxina comporta un importante aumento degli effetti anticoagulanti. Si rende così necessario monitorare attentamente l'indice INR.
- Inibitori delle MAO: venlafaxina non deve essere assunta in combinazione con inibitori delle mono amino ossidasi (I-MAO), in particolare con I-MAO non selettivi. È necessario lasciar trascorrere almeno 14 giorni fra la fine del trattamento con I-MAO e l'inizio di quello con venlafaxina e almeno una settimana fra la fine del trattamento con venlafaxina e l'inizio di quello con un I-MAO. Se non si osserva questo periodo di "wash-out farmacologico" possono svilupparsi reazioni avverse che comprendono tremore, mioclonia, diaforesi, nausea, vomito, vampate, capogiro, ipertermia, manifestazioni simili alla sindrome neurolettica maligna, convulsioni e morte. Il rischio di sviluppare una sindrome serotoninergica è più elevato in caso di I-MAO non selettivi oppure selettivi per la forma A dell'enzima monoaminossidasi (ad esempio moclobemide).
- FANS: aumentato rischio di sanguinamento del tratto gastrointestinale superiore. Sia gli inibitori della ricaptazione della serotonina (SSRI) sia i FANS (acido acetilsalicilico, ketoprofene e altri) sono associati a un certo rischio di gastrolesività e di emorragie del tratto gastrointestinale. L'eventuale associazione farmacologica richiede pertanto cautela. I soggetti a maggior rischio sono rappresentati dai pazienti anziani (età maggiore di 65 anni), con anamnesi positiva per ulcera peptica o per sanguinamento gastrointestinale, pazienti defedati, pazienti già in terapia con anticoagulanti o corticosteroidi.
- Farmaci con attività serotoninergica: questi agenti (ad esempio oppioidi derivati della fenilpiperidina – petidina, tramadolo, metadone, fentanil – destrometorfano, propossifene, buspirone, triptani, clorfenamina, iperico, blu di metilene) se associati a venlafaxina possono aumentare il rischio di tossicità serotoninica. Si rende perciò necessario monitorare segni e sintomi di tossicità, soprattutto nel periodo iniziale dell'eventuale associazione terapeutica e ogni volta che si rende necessario modificare il dosaggio dei farmaci.

## Farmacologia

### Farmacodinamica
Venlafaxina e il suo principale metabolita, l'O-desmetilvenlafaxina (commercializzato in alcuni Stati come antidepressivo a sé stante col nome di Pristiq), agiscono sul sistema nervoso centrale come inibitori della ricaptazione della serotonina e della noradrenalina.
La potenza di inibizione dei due trasportatori non è equivalente, dato che mostra una maggiore affinità per il trasportatore della serotonina rispetto a quello della noradrenalina: infatti a dosaggi bassi, fino a 150 mg/giorno, il farmaco agisce quasi esclusivamente come un inibitore della ricaptazione della serotonina (quindi un SSRI), mentre a dosaggi medi, compresi tra i 150–300 mg/giorno, inibisce anche la ricaptazione della noradrenalina. Venlafaxina sembrerebbe inoltre dotata della proprietà di inibire debolmente la captazione della dopamina anche se tale proprietà si evidenzia solo ai dosaggi più elevati, superiori ai 300 mg/giorno. Tale proprietà si crede non sia dovuta a un'azione diretta della venlafaxina sul trasportatore della dopamina (DAT) ma al fatto che nella corteccia frontale parte della dopamina viene ricaptata in realtà dal trasportatore della noradrenalina.
Le affinità per i singoli trasportatori sono
| Sito di legame | IC50(nM) |
| -------------- | -------- |
| SERT           | 27       |
| NET            | 535      |

Il farmaco e il suo metabolita non presentano un'affinità significativa per i recettori muscarinici, istaminergici o α1-adrenergici. Questi sono anche i recettori che si ipotizza siano associati ai vari effetti anticolinergici, sedativi e cardiovascolari riscontrabili con l'impiego di altri farmaci psicotropi, come i triciclici. Tuttavia sembra influenzare indirettamente l'attività dei recettori oppioidi e α2-adrenergici e tale attività si ritiene alla base della sua azione antidolorifica e nei confronti di alcuni casi di depressione resistente ad altri trattamenti.

### Farmacocinetica
Venlafaxina dopo somministrazione per via orale è ben assorbita dal tratto gastrointestinale. Studi sperimentali hanno evidenziato che circa il 92% di una singola dose viene assorbita dall'organismo. Il cibo non ha alcun effetto significativo sull'assorbimento di venlafaxina. La concentrazione plasmatica massima (Cmax) viene raggiunta nel giro di 2 e 3 ore.
Il farmaco è ampiamente metabolizzato nel fegato e viene trasformato in O-demetilvenlafaxina (ODV), il principale metabolita attivo, dall'isoenzima CYP2D6. Anche ODV è un potente inibitore del reuptake della serotonina-noradrenalina, pertanto le differenze di metabolismo tra metabolizzatori estensivi e poveri del CYP2D6 non risultano clinicamente importanti. Venlafaxina viene anche convertita in N-desmetilvenlafaxina, un metabolita minore e meno attivo, per opera di CYP3A4. Gli effetti collaterali, tuttavia, sono stati segnalati in misura più grave nei metabolizzatori lenti di CYP2D6.
L'eliminazione per via urinaria rappresenta la principale via di escrezione. Circa l'87% di una dose somministrata si ritrova nelle urine entro 48 ore, sia come molecola non modificata (5%), sia come O-demetilvenlafaxina non coniugata (29%) o coniugata (26%), oppure come altri metaboliti inattivi minori (27%).
Venlafaxina si lega alle proteine plasmatiche nella misura di circa il 30% e il metabolita O-demetilvenlafaxina in misura un poco superiore (30% ± 12%). Lo steady-state viene raggiunto entro tre giorni di terapia a dosi multiple. Gli effetti terapeutici sono raggiunti generalmente entro 3-4 settimane. Durante la somministrazione cronica in soggetti sani non è stato osservato alcun accumulo di venlafaxina.
L'emivita della venlafaxina è relativamente breve (5 ± 2 ore e 10 ± 2 ore per i metaboliti attivi), per cui i pazienti sono tenuti a rispettare rigorosamente tempi e intervalli di somministrazione, evitando di dimenticare anche una sola dose. La mancata assunzione di una singola dose può infatti causare sintomi di astinenza.
Nei soggetti con funzionalità renale fortemente compromessa e nei pazienti in emodialisi l'emivita di eliminazione di venlafaxina risulta prolungata soprattutto in conseguenza di una clearance ridotta rispetto ai soggetti normali. In questi soggetti è pertanto necessario adeguare il dosaggio.